# Melanargia turatii
Melanargia turatii är en fjärilsart som beskrevs av Rostagno 1909. Melanargia turatii ingår i släktet Melanargia och familjen praktfjärilar. Inga underarter finns listade i Catalogue of Life.